# Festival del Clavel
El Festival del Clavel fue un certamen musical realizado en el Teatro Nacional de La Serena en 1976 y 1977 como parte de las celebraciones del aniversario de la ciudad, llevado a cabo en el mes de agosto.

## Historia
La primera edición del Festival del Clavel se realizó los días 24, 25, 27 y 28 de agosto de 1976, siendo su presentador Juan La Rivera, quien estuvo acompañado por el locutor Rodolfo Cepeda y en las últimas dos jornadas por Carlos Alberto Müller. El jurado estuvo compuesto por Marcelo Salas Wenzel, Carmen Cuevas, Juana Carmona y José Goles, y entre los artistas invitados que se presentaron en el espectáculo estuvieron Tito Fernández, Antonio Zabaleta, Malibú, el Ballet Folclórico de la Universidad Técnica del Estado, el Ballet Folclórico de San Juan, el Grupo Huancara, el conjunto folclórico «Los Quebradeños» de Potrerillos y el humorista Jorge Cruz. Los triunfadores fueron Ximena Ilic en la categoría internacional con la canción En alas de tu fantasía, y el grupo Los Ponchos Colorados —que también recibió el premio a mejor intérprete— en la categoría criolla con Nocturno para Gabriela —escrita por Roberto Flores Álvarez y con música de Régulo Gayoso—.
Tras la realización de la primera edición, el festival estuvo a punto de ser cancelado por la Municipalidad de La Serena —encabezada por el alcalde Eugenio Munizaga— debido a dificultades económicas que implicaban deudas de alrededor de 300 mil pesos de la época. Para asegurar la realización de la versión de 1977, se obtuvo el auspicio de la Compañía de Aceros del Pacífico, Pesquera Coloso, Firestone, Sociedad Minera El Indio, Buses Los Conquistadores y Papelera Pons de Valparaíso, logrando que el 8 de agosto se confirmara la segunda versión del certamen.
El segundo Festival del Clavel se llevó a cabo del 22 al 25 de agosto de 1977, contando con la animación de Patricio Reyes, Guillermo Omar Olivares y Rodolfo Cepeda. El jurado en esta ocasión estuvo compuesto por Clara Solovera, José Goles, Carmen Cuevas, Juana Carmona y Jorge Urrutia Blondel, y entre los artistas invitados se encontraban Maitén Montenegro, Illapu, Malibú, Tito Fernández, Los Chalchaleros, Los del Chañar, Los Guayayos, Ximena Ilic —ganadora de la primera edición del festival—, Ulises Narea, Los Curahuara, el grupo de mimos Gil Gil, el conjunto electrónico «Ralvanpa», Dimensión Latina, el grupo San Luis y los humoristas Carlos Helo y Jorge Cruz. El triunfador en la categoría internacional fue Rafael Morales con Ahora sé cuánto te quiero —compuesta por Francisco Cabezas—, y en la categoría criolla el vencedor fue el grupo «Guitarras Coloniales» con La Serena eterna —compuesta por Roberto Flores Álvarez y Régulo Gayoso—, mientras que el intérprete más popular fue el grupo «Siembra y Cosecha», compuesto por una familia encabezada por Pedro Díaz, su esposa y sus tres hijas.
Ambas ediciones del festival fueron emitidas por UCV Televisión, transmitiendo el certamen en directo a través del canal 8 de La Serena y Coquimbo, y en diferido mediante los canales 4 de Valparaíso y 5 de Santiago; para la edición de 1976 el canal instaló 38 micrófonos en el teatro para asegurar la calidad de sonido del evento. La dirección orquestal del festival —que tenía como característica el hecho de que los compositores de las canciones en competencia eran conocidos solo mediante seudónimos— estuvo a cargo de Miguel Pereira, mientras que Alejandro González fue el sonidista jefe, y los galardones consistían en un trofeo con forma de clavel hecho en oro, plata y bronce para el primer, segundo y tercer lugar respectivamente, además de premios en dinero para los intérpretes y compositores; el clavel de oro fue donado por Faisal Harcha Lassen, empresario serenense.

## Canciones en competencia
Leyenda
     Primer lugar
     Segundo lugar
     Tercer lugar

### 1976
| Título                    | Seudónimo del autor     | Intérprete                     |
| Categoría Internacional   | Categoría Internacional | Categoría Internacional        |
| ------------------------- | ----------------------- | ------------------------------ |
| En alas de tu fantasía    | «Jalisco»               | Ximena Ilic                    |
| Los paseos del abuelo     | «Tribilín»              | Grupo Cascada                  |
| Canto a la vida           | «Lulú»                  | Susana de la Fuente            |
| Como nosotros             | «Padrino»               | Carlos Sepúlveda               |
| En todo tiempo eres feliz | «Martes»                | Óscar Albornoz                 |
| Campanarios de La Serena  | «Monaguillo»            | Viviana Núñez                  |
| Las flores de mi jardín   | «Milton»                | Milton Segundo Álvarez Peralta |
| Gracias Dios mío          | «Rayo»                  | Santiago Santa María           |
| El recuerdo de tu adiós   | «Cerebro Cero»          | Pedro Rivera                   |
| Lección de amor           | «Buddy»                 | Adolfo Rojas Boglio            |
| Canción para una quimera  | «Picapiedra»            | Arnaldo Vilches                |
| Corazón canta             | «Capricornio»           | Eric Daza                      |
| Categoría Criolla         |                         |                                |
| Y el viejo se fue al mar  | «Rorey»                 | Mario Núñez                    |
| Claveles serenenses       | «Clavelillo»            | Los Huasos del Chilcal         |
| Norte y sur               | «Vagabundo»             | Conjunto Cantar Joven          |
| Nocturno a Gabriela       | «Payador»               | Los Ponchos Colorados          |
| La niña de las flores     | «Pensamiento»           | Dúo Raúl y María Inés          |
| Como las penas del palomo | «Campesino»             | Trío Los Señoriales            |
| Como un clavel serenense  | «Solitario»             | Conjunto Chamal                |
| La añañuca                | «Hombre Agreste»        | Los Peregrinos                 |
| Así eres amor             | «Julieta Romeo»         | Marta Ríos                     |
| Rostros cobrizos          | «Sentimiento»           | Tinku                          |
| El ideal de Gabriela      | «Analfabeto»            | Conjunto Limahuida             |
| El leñerito               | «Rancho Triste»         | Kusallapu                      |
| Fuente: El Día.           |                         |                                |

### 1977
| Título                       | Seudónimo del autor     | Intérprete               |
| Categoría Internacional      | Categoría Internacional | Categoría Internacional  |
| ---------------------------- | ----------------------- | ------------------------ |
| Mensaje de amor              | «Leo»                   | Pedro Alfredo            |
| El amor                      | «Rinal»                 | Fulvio Bertolotti        |
| Cuando nacía la alborada     | «Manque»                | Benjamín Gallardo        |
| Ahora sé cuánto te quiero    | «Vía Doble»             | Rafael Morales           |
| Oh, alma del alma mía        | «Kenny»                 | Vilma Guerrero           |
| Experiencias                 | «Carita de Pena»        | Mako Martínez            |
| Tema para un primer amor     | «Hanga Roa»             | Pedro Rivera             |
| Canción a mi señor           | «Padre»                 | Orlando Salinas          |
| Despertar                    | «Vitoco»                | Alex Bayer               |
| Susúrrame al oído            | «Lourdes»               | Germán Aguirre           |
| Muchachita                   | «Pelayo»                | Minerva Flores           |
| Poeta-Poema                  | «Trovador»              | Carlos Sepúlveda         |
| Categoría Criolla            |                         |                          |
| Calle Molinos Viejos         | «Diaguita»              | Armonía Agreste          |
| Cachimbo del Carnaval        | «Romy»                  | Dúo Rose Mary y Patricio |
| La Serena eterna             | «Aramis»                | Guitarras Coloniales     |
| Por eso canto a mi niña      | «Cantor»                | Mario Núñez              |
| Oda del sol, tierra y viento | «Peli»                  | Miriam Guerra            |
| Amor y sequía                | «Ecólogo»               | Siembra y Cosecha        |
| El viento                    | «Gata»                  | Los del Valle            |
| Indio diaguita               | «Porongo»               | Los Kipus                |
| Campo y folklore             | «Campero»               | Los Troveros             |
| Centinela de mi huerta       | «Despertar»             | Anónimo                  |
| Risa, amor y llanto          | «Huracán»               | Dúo Raúl y María Inés    |
| Morenita traicionera         | «Quimus»                | Tinku                    |
| Fuente: El Día.              |                         |                          |